# Saint-Aubin (Aube)
Saint-Aubin – miejscowość i gmina we Francji, w regionie Grand Est, w departamencie Aube. Nazwa miejscowości pochodzi od imienia św. Albina.
Według danych na rok 1990 gminę zamieszkiwało 505 osób, a gęstość zaludnienia wynosiła 28 osób/km².